# Sierra de Tramontana
Sierra de Tramontana è una comarca di Maiorca, nelle Isole Baleari, di 109.870 abitanti, che ha come capoluogo Calvià.

## Geografia
Millenni di agricoltura in un ambiente povero di risorse ha trasformato il paesaggio in un sistema articolato per poter sfruttare la scarse risorse idriche, come terrazzamenti risalenti al periodo feudale o sfruttamento in comune dei pozzi d'acqua. Appartiene alla Sierra de Tramontana la famosa spiaggia di La Calobra. Nel 2011 il Paesaggio culturale della Sierra de Tramontana è stato inserito nella lista dei Patrimoni dell'umanità dell'UNESCO.

## Comuni
| Comune      | Abitanti |
| ----------- | -------- |
| Andratx     | 11.348   |
| Banyalbufar | 627      |
| Bunyola     | 5.910    |
| Calvià      | 50.777   |
| Deià        | 754      |
| Escorca     | 276      |
| Esporles    | 4.696    |
| Estellencs  | 388      |
| Fornalutx   | 732      |
| Pollença    | 16.997   |
| Puigpunyent | 1.763    |
| Sóller      | 13.625   |
| Valldemossa | 1.977    |